# 見守りセンサー
見守りセンサー（みまもりセンサー）、または安否確認センサー（あんぴかくにんセンサー）とは、サーモグラフィー、超音波、音センサー、モーションディテクタ等を使用して拍動や呼吸を検出することにより、新生児や高齢者を見守るためのセンサーである。
それぞれ特有の信号処理、アルゴリズムによって検出する。近年、各社で開発が進められている。
プライバシーに配慮しつつ、使用するために複数の方式があり、それぞれ、一長一短があるため、相補的に使用するために、複合的に使用される場合もある。
- 集音器 - プライバシーに配慮した形で使用される。
- マイクロ波ドップラーレーダー - 人体に無害な周波数帯、出力のマイクロ波を照射して拍動、呼吸を検出する。
- サーモグラフィ - プライバシーに配慮して画素数の少ない赤外線撮像素子が使用される。
- 超音波レーダー - 超音波によって動きを検出する
- 振動センサー - 振動によって動きを検出する。

## 関連特許
- アメリカ合衆国特許第 7848896B2号
- アメリカ合衆国特許第 20100241010A1号
- アメリカ合衆国特許第 8814805B2号
- アメリカ合衆国特許第 8734360B2号
- アメリカ合衆国特許第 8882684B2号
- アメリカ合衆国特許第 8992434B2号
- アメリカ合衆国特許第 8992434B2号
- アメリカ合衆国特許第 20130267791A1号
- アメリカ合衆国特許第 20140350351A1号